# Thiessen (cràter)
Thiessen és un cràter d'impacte que es troba en latituds septentrionals de la cara oculta de la Lluna. A l'oest de Thiessen es troba el cràter més recent Riccò, i al sud-sud-oest es localitza Roberts. Més a l'est apareix Heymans.

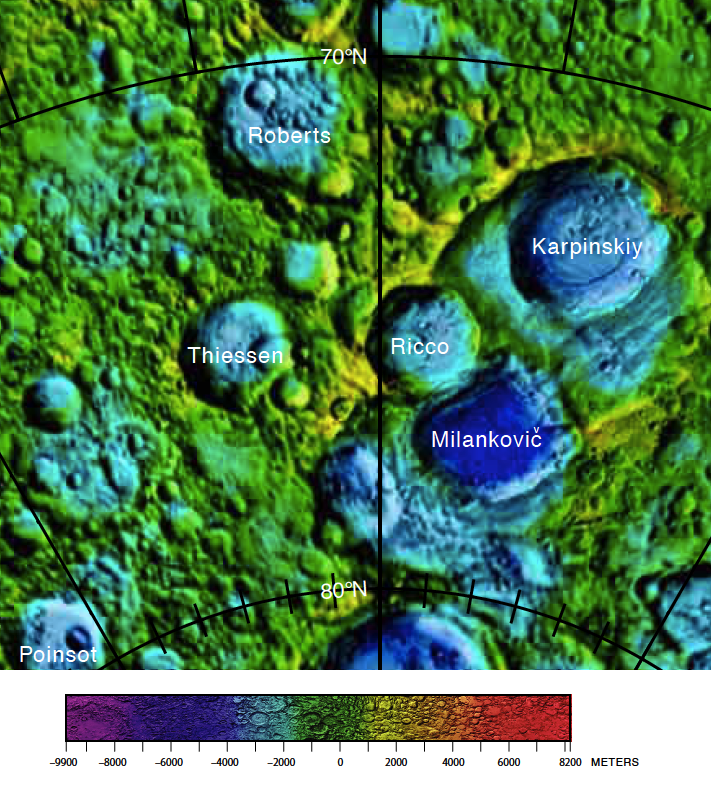
Localització de Thiessen (centre esquerra de la imatge)
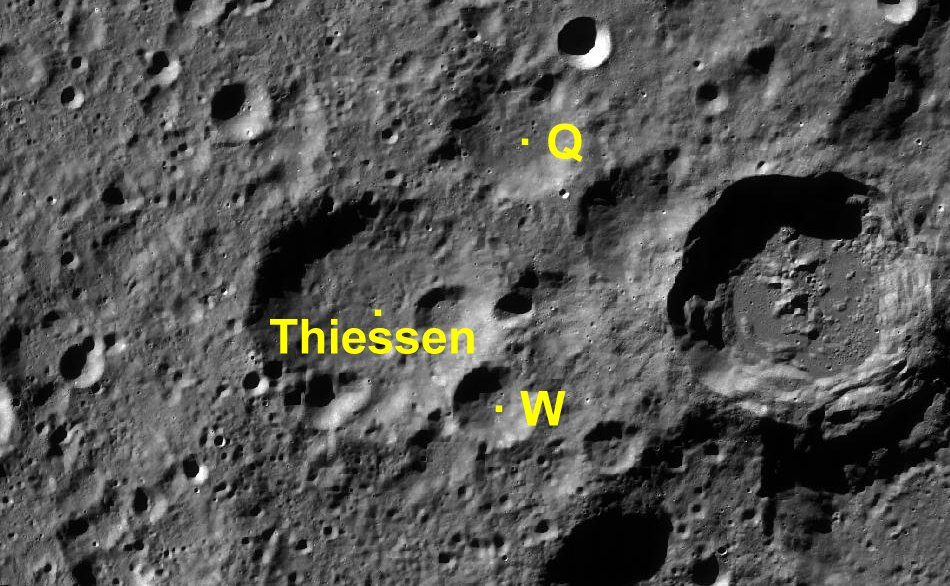
Cràters satèl·lit (vista polar)

És un cràter molt desgastat, especialment amb nombrosos impactes superposats a la vora en els seus sectors nord-est, nord-oest i oest. Un petit cràter ocupa el sòl interior de la banda nord-oest. La vora restant està desgastada i arrodonida, i el cràter és ara essencialment una depressió a la superfície.

## Cràters satèl·lit
Per convenció aquests elements són identificats en els mapes lunars posant la lletra en el costat del punt central del cràter que està més proper a Thiessen.
| Thiessen | Coordenades                            | Diàmetre |
| -------- | -------------------------------------- | -------- |
| Q        | 73° 54′ N, 174° 36′ O / 73.9°N,174.6°O | 39 km    |
| W        | 76° 18′ N, 173° 12′ O / 76.3°N,173.2°O | 24 km    |